# Datenvernichtung

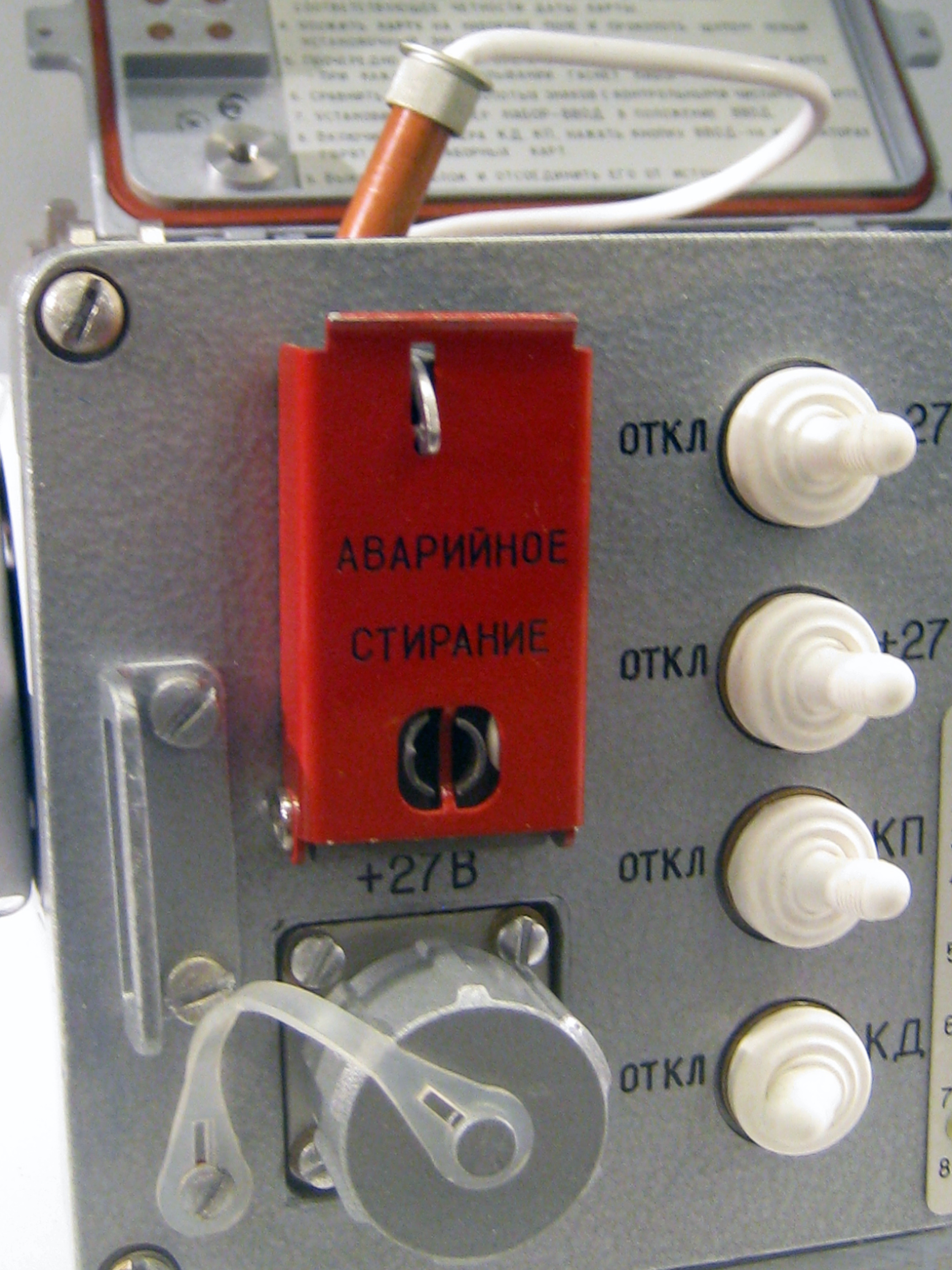
Notlöschschalter eines militärischen Datenverarbeitungsgeräts

Unter Datenvernichtung versteht man Verfahren, mit denen Datenträger so behandelt werden, dass eine Rekonstruktion der ursprünglich darauf enthaltenen Daten hochgradig unwahrscheinlich bzw. praktisch ausgeschlossen ist. In dieser Hinsicht kann Datenvernichtung als Bestandteil des Datenschutzes aufgefasst werden.
Im Wesentlichen lassen sich die folgenden Anwendungsfälle unterscheiden:
- Die physische Vernichtung des Datenträgers (z. B. durch Schreddern),
  - sowohl von konventionellen, nichtelektronischen Unterlagen, wie Karteien, Computer-Listen, Formulare und Akten jeglicher Art,
  - als auch elektronischer Datenträger.
- Bei digitalen Speichermedien das Überschreiben der Daten, um den ursprünglichen Inhalt gelöschter Dateien technisch nicht mehr rekonstruieren zu können. Dies wird in der Informationstechnik auch als sicheres Löschen oder physisches Löschen bezeichnet.

Bei der Datenvernichtung sind je nach Art der Daten in der Regel bestimmte Vorschriften zu beachten, zum Beispiel das Bundesdatenschutzgesetz oder vom Bundesamt für Sicherheit in der Informationstechnik erlassene Regeln.
Datenvernichtung wird zum Teil von dafür spezialisierten Unternehmen als Serviceleistung angeboten und durchgeführt.

## Überblick
Die Art der Datenvernichtung ist vom jeweiligen Datenträgertyp abhängig. Sie kann sich im Einzelfall als schwierig erweisen. So lassen sich Fragmente von Papier, die durch den Aktenvernichter erzeugt wurden, unter Umständen wieder zusammensetzen. Solche Verfahren sind heutzutage teilweise automatisiert. Der Inhalt einer Festplatte kann selbst nach einem Säurebad und anderen Zerstörungsmaßnahmen dennoch in sehr vielen Fällen ausgelesen werden, meist allerdings nur von speziellen Datenrettungsunternehmen. Werden die Daten jedoch mit Zufallsdaten oder Bitmustern überschrieben, so sind nicht einmal professionelle Datenretter in der Lage, diese zu rekonstruieren. Die Wahrscheinlichkeit, ein einzelnes Bit korrekt wiederherzustellen liegt, nach einem einmaligen Überschreiben der Daten bei 56 %, bei einem ganzen Byte (8 Bit) beträgt die Möglichkeit lediglich 0,96 %.

### Verfahren für Papier
- Schredder
- Aktenvernichter
- Nassauflösung (Suspension)
- Verbrennen

### Zerstören digitaler Datenträger
Je nach Datenträger existieren dafür verschiedene Verfahren:
- Magnetische Datenträger (z. B. Festplatten):
  - Erhitzung auf mindestens die Curie-Temperatur
  - die physische Vernichtung des Datenträgers im Schredder
  - direkte Gewalteinwirkung (Axt o. ä., im militärischen Bereich als Notmaßnahme)
- Optische Datenträger können durch physische Einwirkung wie Hitze oder schreddern vernichtet werden; siehe auch Compact Disc #Vernichtung der Daten.

### Überschreiben von Daten ('Sicheres Löschen')
Das gängige „Löschen“ von Dateien durch das Betriebssystem entfernt üblicherweise nur den Eintrag der Datei und markiert den Speicherplatz als frei; dies wird auch ‚Logisches Löschen‘ genannt. Die eigentlichen Daten bleiben erhalten und können mit speziellen Programmen rekonstruiert werden, solange der Bereich noch nicht überschrieben wurde. Soll oder muss dies wegen der besonderen Schutzbedürftigkeit dieser Daten verhindert werden, so besteht die Möglichkeit, diese Daten mithilfe spezieller Systemprogramme ('Eraser' genannt) zu überschreiben. Gegenstand dieses Überschreibens sind nicht einzelne Dateien, sondern ganze Datenträger oder Partitionen.
- Neue Festplatten codieren die Daten so kompakt, dass bereits einfaches Überschreiben der Daten mit Nullen den Inhalt auch mit modernen Labormethoden nicht mehr rekonstruieren lässt.[3] Bei alten Festplatte (weniger als 15 GB oder Herstellung vor 2001) sind noch mehr Durchgänge erforderlich.
- Optische Datenträger (z. B. CDs und DVDs) können mithilfe einiger CD-Brenner „überbrannt“ werden (nur beschreibbare CDs)
- Bei Flash-Speichern, wie Solid-State-Drives oder USB-Sticks, funktioniert das Überschreiben der Daten aufgrund des Wear-Leveling nicht zuverlässig. Details dazu siehe Hauptartikel Solid-State-Drive. Bei einigen Geräten kann man stattdessen durch Setzen und Löschen eines Passworts den Inhalt des Geräts sicher löschen.[4] Lässt sich das Gerät nicht mehr beschreiben, ist nur die physische Zerstörung eine sichere Schutzmaßnahme, welche aber aufgrund der kleinen Strukturen und harten Chips immer schwieriger wird.[3]

Alternativ zum ‚Sicheren Löschen‘ kann – abhängig vom gewünschten Datenschutz – der Dateninhalt vor dem logischen Löschen verschlüsselt werden. Allerdings sind die Daten dann immer noch, wenn auch verschlüsselt, auf dem Datenträger vorhanden. Ihre Sicherheit hängt dann vom gewählten Verschlüsselungsverfahren und dem Passwort ab.